# Claus Jensen (født i 1949)
 For alternative betydninger, se Claus Jensen. (Se også artikler, som begynder med Claus Jensen)
Claus Jensen (født 30. august 1949) er forfatter og var rektor på Fåborg Gymnasium i 16 år frem til 2015.
Jensen har blandt andet skrevet bogen om Challenger-ulykken:Challenger: et teknisk uheld : en dokumentarisk fortælling om vor tid.